# Distimia
La distimia, detta anche depressione neurotica o disturbo depressivo persistente (come definita dal DSM-5), è un disturbo dell'umore caratterizzato da sintomi simili al disturbo depressivo maggiore rispetto al quale si distingue per una minore gravità ma una maggiore durata, è infatti descritto come un disordine cronico di modesta entità in cui il sintomo depressivo è caratterizzato da pervasività e continuità. La distimia non deve essere considerata come una forma minore di depressione maggiore ma come un disturbo serio che può comportare una importante compromissione della qualità di vita di chi ne è affetto.
Essendo un disordine cronico, chi ne è affetto può credere che l'umore depresso e pessimista sia un suo tratto caratteriale, per questo possono passare diversi anni prima che il soggetto si rivolga ad uno specialista e riceva una diagnosi corretta di distimia. Il trattamento è primariamente di tipo psicoterapeutico e poi anche di tipo farmacologico.
Secondo le statistiche, il 3-6% delle persone soffriranno di distimia nel corso della loro vita, con una prevalenza leggermente maggiore per le donne che per gli uomini.
La prima definizione del disturbo fu data da Robert Spitzer alla fine degli anni '70 in sostituzione del termine "personalità depressiva".

## Segni e sintomi
Secondo la quarta revisione del Manuale Statistico Diagnostico dei Disturbi Mentali (DSM-IV del 1994, redatto dalla American Psychiatric Association) la distimia è descritta come un periodo di umore depresso che persiste per almeno due anni (1 anno nel caso di bambini ed adolescenti) combinato con almeno altri due sintomi quali:
- insonnia o ipersonnia;
- affaticamento o bassa energia (astenia);
- cambiamento delle abitudini alimentari (scarso appetito o iperfagia);
- bassa autostima o sentimenti di disperazione.

Spesso sono presenti anche difficoltà di concentrazione e nel prendere decisioni, mentre l'irritabilità è uno dei sintomi più comuni nel caso di bambini ed adolescenti.
La caratteristica essenziale è quindi una depressione dell'umore di lunga data che non è mai, o solo molto raramente, abbastanza grave da soddisfare i criteri per il disturbo depressivo maggiore. Di solito inizia nella prima vita adulta e dura per diversi anni, a volte indefinitamente. Quando l'esordio è più tardi nella vita, il disturbo è spesso la conseguenza di un episodio depressivo maggiore o associato con altro evento scatenante.
Il disturbo si manifesta prevalentemente con disagi sul piano lavorativo, sociale, familiare ed interpersonale. Generalmente il soggetto distimico riesce ad espletare le proprie funzioni lavorative, a mantenere una rete sociale e far fronte alle esigenze della vita quotidiana anche se in modo diminuito e al costo di uno sforzo notevole, difficoltà di cui le persone con le quali si relaziona, spesso anche i familiari stessi, potrebbero non rendersi conto a causa della natura sottile dei sintomi nonché della tendenza dei pazienti a nasconderli in situazioni sociali. I soggetti tendono ad avere una bassa capacità di gioire della vita di tutti i giorni (anedonia), ad allontanarsi da situazioni sociali e di stress nonché evitare le opportunità per paura del fallimento. L'atteggiamento cupo e lamentoso può generare diffidenza ed incomprensione nel prossimo che considera il soggetto che soffre di distimia come un pessimista che assume volontariamente questo atteggiamento per cause che non vuole esprimere. Tuttavia le cause di tale comportamento o non esistono o sono sopravvalutate negativamente e, benché il distimico lo sappia, anche il chiedere aiuto diviene una difficoltà insormontabile. In questo modo si innesca un circolo vizioso che rafforza nel distimico la bassa autostima, l'insicurezza e l'autopercezione negativa accrescendo lo sconforto e l'introversione.
Alla distimia possono associarsi altre psicopatologie i disturbi d'ansia, il disturbo da abuso di sostanze, i disturbi alimentari, i disturbi di personalità o evolvere verso forme conclamate come la depressione maggiore. La diagnosi può perciò essere complicata dalla sovrapposizione dei sintomi di altre patologie psichiatriche.

## Trattamento
Il trattamento della distimia passa per due fronti: il primo è un approccio di tipo psicoterapeutico che è raccomandato dall'ente sanitario nazionale britannico National Institute for Health and Care Excellence (NICE), una delle istituzioni più autorevoli, come trattamento di prima linea specie nei soggetti giovani. Solo quando l'intervento psicoterapeutico non si rivela efficace, si può optare per trattamenti di seconda linea come i farmaci antidepressivi.

### Psicoterapia
Esistono diversi approcci psicoterapeutici utilizzabili nel trattamento della distimia:
- Il tipo di trattamento più studiato è la terapia cognitivo-comportamentale. Questo tipo di terapia è molto efficace per la depressione non cronica e sembra avere una buona efficacia anche nel trattamento della distimia.[8]
- La Cognitive behavioral analysis system of psychotherapy (CBASP) è un tipo di psicoterapia specificatamente progettata per il trattamento della depressione cronica, anche se i risultati degli studi volti a stabilirne l'efficacia non sono ancora definitivi.[9]
- La terapia psicodinamica e la psicoterapia interpersonale sono state utilizzate entrambe per il trattamento della distimia non sono ancora disponibili risultati definitivi circa la loro efficacia.[10][11]

Miglioramenti della sfera relazionale e sociale, della qualità di vita (come l'esercizio fisico) e del sonno, delle abitudini possono fornire benefici aggiuntivi e prevenire le ricadute.

### Farmaci
In Italia sono specificamente approvati per il trattamento della distimia, sia a breve che medio termine, amisulpride (Deniban) e sulpiride (Dobren) a bassi dosaggi. Infatti, a partire dagli anni '70, diversi gruppi di ricerca avevano confermato l'efficacia nel trattamento della distimia di molecole ad azione pro-dopaminergica, come appunto Sulpiride a Amilsulpride.
Una meta-analisi pubblicata nel 2005 ha rilevato che antidepressivi SSRI e Antidepressivi Triciclici sono ugualmente efficaci nel trattamento della distimia, mentre altri studi indicano un modesto vantaggio terapeutico di TCA e degli IMAO rispetto agli SSRI\SNRI. Tuttavia le linee guida internazionali consigliano di utilizzare come trattamento di prima linea gli SSRI a causa del loro miglior profilo di tollerabilità.
Gli SSRI e SNRI, pur essendo ad oggi i farmaci più utilizzati nel trattamento della distimia, non si sono dimostrati più efficaci degli agenti dopaminergici ed anzi tendono ad avere effetti deleteri nei confronti dei sintomi di astenia, anedonia e apatia. Il loro effetto terapeutico è direttamente proporzionale alla severità dei sintomi, si manifesta non prima di 6-8 settimane ed in media circa 1 paziente su 4 è costretto a sostituire il trattamento con un altro farmaco più efficace. Inoltre a causa di timori circa il sospetto che possano peggiorare stati depressivi in seguito a trattamento prolungato (come quello richiesto nel caso della depressione cronica), alcuni autori ne criticano l'uso come agenti di prima linea per il trattamento farmacologico della distimia.
Indicazioni ci sono per altri antidepressivi triciclici come amineptina, antidepressivi atipici e bupropione.
Alcuni studi sembrano poi indicare l'efficacia di alcuni derivati di origine vegetale come l'erba di San Giovanni o integratori a base di acetil l-carnitina, SAM-E, magnesio e potassio, tuttavia non sono raccomandati nel trattamento della sindrome.

### Trattamento combinato
Lavorare con uno psicoterapeuta per affrontare le cause e gli effetti del disturbo, oltre ad assumere antidepressivi per aiutare a eliminare i sintomi, può essere estremamente vantaggioso. Questa combinazione è spesso il metodo di trattamento preferito da chi soffre di distimia. Esaminando vari studi sul trattamento della distimia, il 75% delle persone ha risposto positivamente a una combinazione di terapia cognitivo-comportamentale (CBT) e farmacoterapia, mentre solo il 48% delle persone ha risposto positivamente alla sola CBT o ai soli farmaci.
Una review di 10 studi del 2019, per un totale di 840 pazienti coinvolti, ha concluso che non era possibile affermare con ragionevole certezza che la terapia a lungo termine con farmaci antidepressivi (almeno quelli utilizzati negli studi, come gli SSRI) fosse efficace nel prevenire le ricadute del disturbo depressivo persistente. Infatti, l'insieme delle prove era troppo esiguo per avere una certezza, anche se lo studio riconosce che la psicoterapia continuata fornisce dei vantaggi rispetto all'assenza di un qualsiasi trattamento.